# 耀中幼教學院
耀中幼教學院（英語：Yew Chung College of Early Childhood Education），是香港一所私立專上院校，於2018年成立，是耀中教育機構全資擁有的成員院校，前身為耀中社區書院，該校於2018年6月29日經由行政長官會同行政會議通過可頒授大學學位，根據《專上學院條例》註冊後為認可專上學院，成為香港以至亞洲首所以幼兒教育為重點的本科學院。

## 成立背景

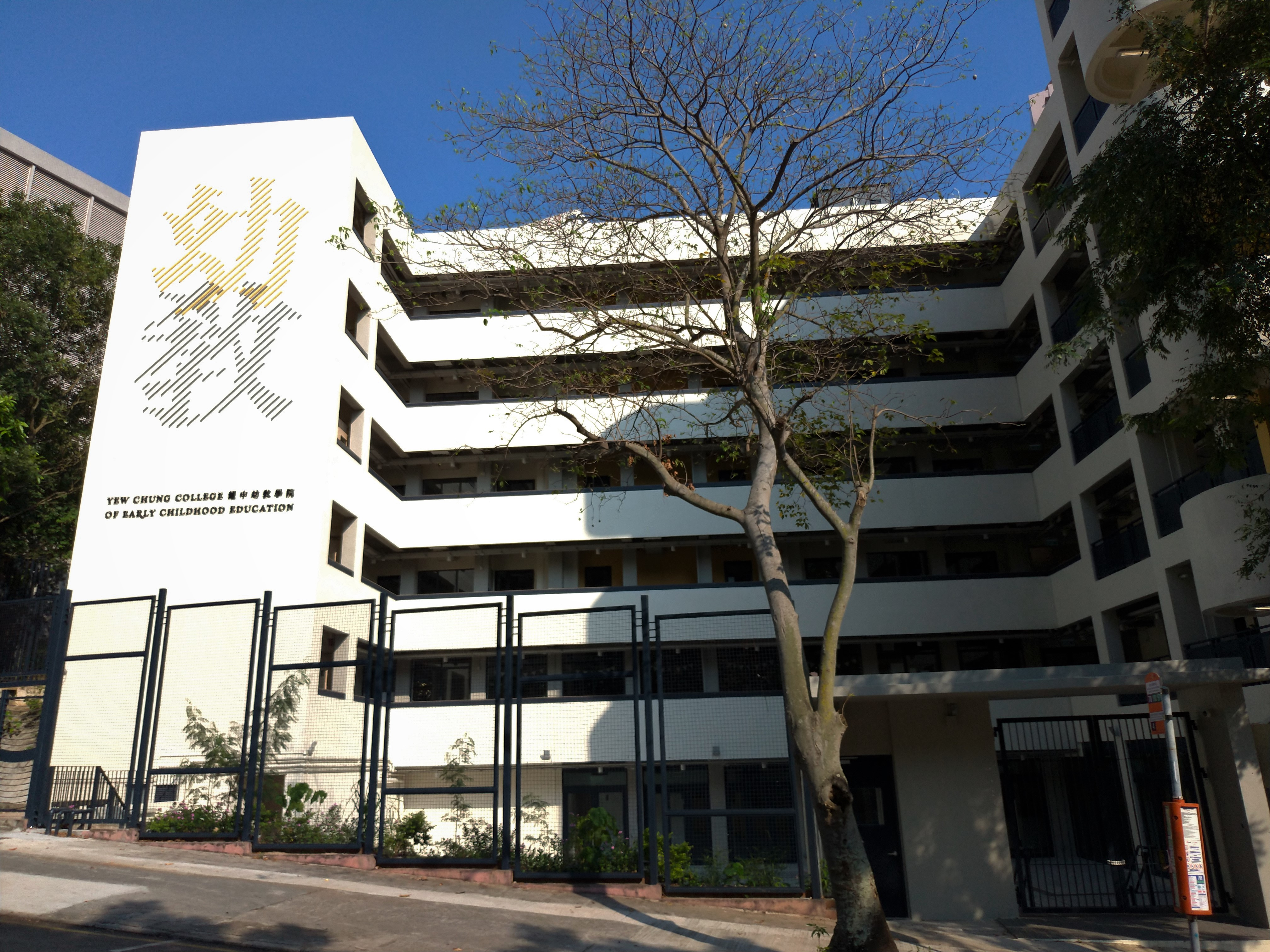
耀中幼教學院在田灣的校舍

耀中幼教學院是耀中教育機構的轄下成員院校，耀中教育機構以「光耀中華」為信念，於1932年在香港創辦耀中幼兒園暨小學，至今教育服務範圍涵蓋幼稚園、小學、中學和高等教育，有二十多所學校分佈於香港各區。耀中在幼兒教育具有多年經驗，配合耀中在跨學科全人幼兒教育，涵蓋衛生學、營養學、心理學、社會科學、家庭及社區服務的背景，因此決定在香港建立培訓幼兒教育人才的專上院校，於2018年向香港政府提交開辦幼兒教育學士課程的計劃，經行政長官會同行政會議審議後，認可耀中教育機構可在香港設立耀中幼教學院，是耀中教育機構首所可頒授認可大學學位的院校。

## 課程
耀中幼教學院以幼兒教育為重點提供文憑至學士學位課程，於2018年開辦的幼兒教育榮譽學士是該校首個學士學位課程。
- 幼兒教育（榮譽）學士
- 幼兒教育高級文憑
- 幼兒學文憑

## 收生情況
參考傳媒及自資專上教育委員會公開資料，該校全日制專上課程的實際收生人數如下：
| 學年    | 學士學位 | 銜接學位 | 高級文憑 | 收生總數 | 備註                                |
| ------- | -------- | -------- | -------- | -------- | ----------------------------------- |
| 2017/18 | -        | -        | 69       | 69       |                                     |
| 2018/19 | 10       | 20       | 100      | 130      | 幼兒教育（榮譽）學士課程首年招生。  |
| 2019/20 | 20       | 15       | 94       | 129      |                                     |
| 2020/21 | 26       | 55       | 97       | 178      |                                     |
| 2021/22 |          |          |          | 155      | 收生總數為預計學額（215人）的 72%。 |

## 外部連結
- 官方网站